# Армянский корпус (Российская империя)
Добровольческий армянский корпус (арм. Հայկական կորպուս, рус. дореф. Армянская дружина) — воинское соединение (пехотный корпус) Русской императорской армии во время Первой мировой войны.

## История
С первых дней Первой мировой войны множество армян, как российских подданных, так и проживавших за пределами Российской империи, желали пойти добровольцами на службу в русскую армию. Формирование армянских добровольческих дружин началось в сентябре и в основном было закончено в конце октября—ноября 1914 года. Всего было сформировано четыре дружины общей численностью до 9 тысяч солдат и офицеров. Первая партия армянских добровольцев из США отправилась в Россию 12 марта 1915 года. Они с большими трудностями прибыли в Архангельск, откуда были направлены на Кавказский фронт. Вторая партия по этому же маршруту отбыла 10 мая, а третья — 21 ноября 1915 года.
Армянские комитеты и благотворительные общества, расположенные в России и за ее пределами, начали собирать средства в помощь армии и беженцам. Так армяно-английское общество прислало из Лондона 2200 рублей на нужды беженцам. В свою очередь армянский женский комитет Нью-Йорка прислал 1000 рублей на нужды Кавказской армии.
В дальнейшем армянские добровольческие дружины были преобразованы в отдельные батальоны, число их возросло до шести, а к середине июля 1917 года по предложению армянских общественных организаций Санкт-Петербурга и Тифлиса они были развернуты в полки.

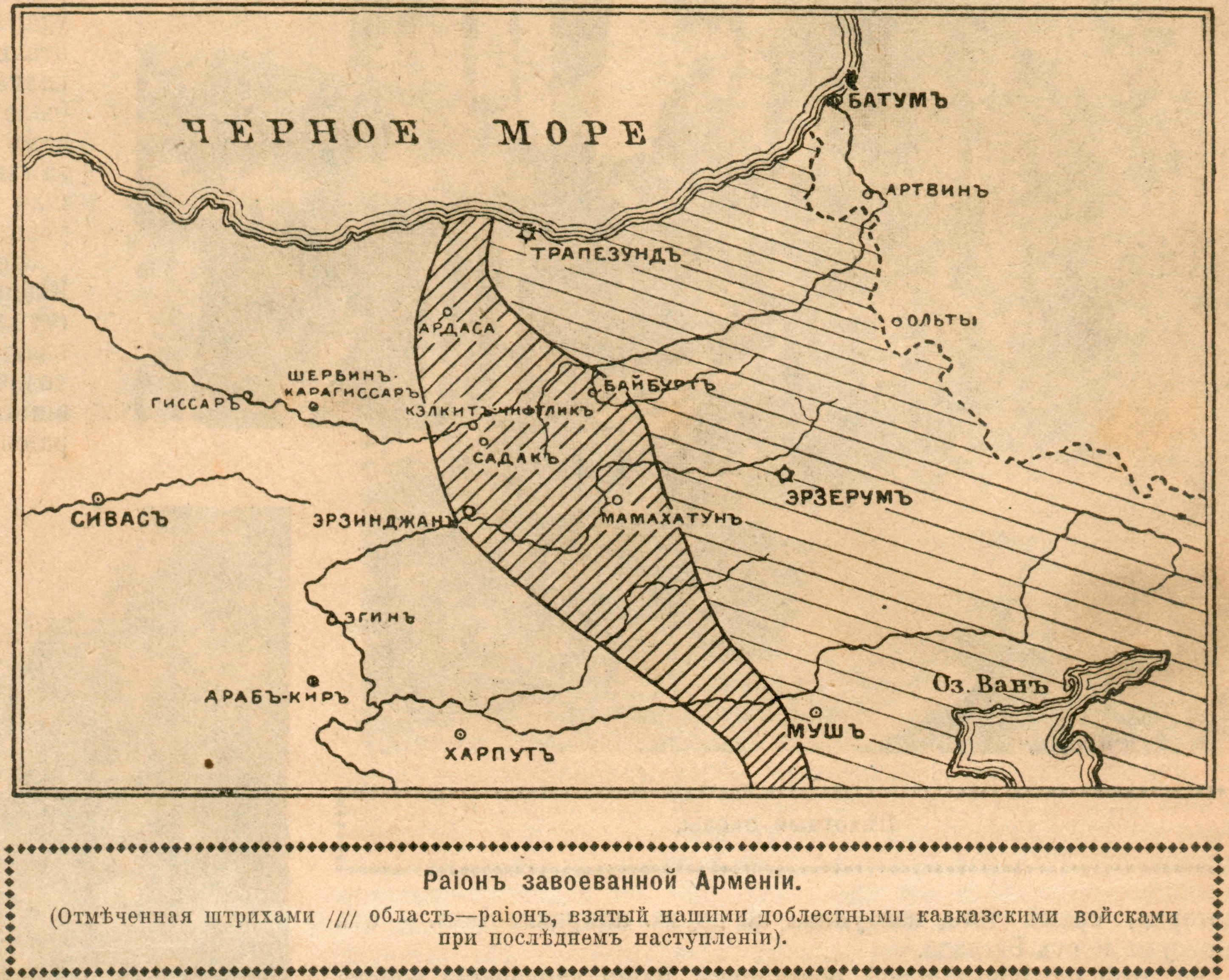
Район освобождённой от турок русскими войсками Армении к лету 1916. Нива №31-1916

К октябрю 1917 года действовали уже две армянские дивизии. 30 ноября (13 декабря) командующий Кавказским фронтом генерал от инфантерии М.А. Пржевальский издал приказ, на основании которого должен был формироваться Добровольческий армянский корпус, командующим которого был назначен генерал-майор Фома Назарбеков (позднее — главнокомандующий вооружёнными силами Республики Армения), а начальником штаба — генерал Евгений Вышинский (бывший командир 13-го гренадерского Эриванского полка). По просьбе Армянского национального совета особым комиссаром при командующем Назарбекове был назначен «генерал Дро».
К концу 1917 года Армянский корпус был сформирован в следующем составе:
- 1-я дивизия (генерал-майор Михаил Арешев);
- 2-я дивизия (полковник Мовсес Силиков);
- конная бригада (полковник Горганян);
- Западноармянская дивизия (генерал-майор Андраник Озанян);
- Лорийский, Шушинский, Ахалкалакский и Казахский полки.

Кроме того, в корпус входила езидская конница Джангира-Аги.
В течение 1917 года Русская армия постепенно разлагалась, солдаты дезертировали, отправляясь по домам, и к концу года Кавказский фронт оказался развален полностью.
5 (18) декабря 1917 года между российскими и турецкими войсками было заключено так называемое Эрзинджанское перемирие. Это привело к массовому отходу российских войск из Западной (Турецкой) Армении на территорию России. К началу 1918 года турецким силам фактически противостояли лишь несколько тысяч кавказских (в основном армянских) добровольцев под командой двухсот офицеров.
В самом начале 1918 года корпус состоял из двух стрелковых дивизий (каждая состояла из 4 полков по 3 батальона с 8 орудиями), трёх добровольческих бригад (по 4 батальона с горными батареями), кавалерийской бригады (2 полка по 4 эскадрона) и нескольких батальонов ополчения. Общая численность армии была не более 16 000 пехоты, 1 000 кавалерии и 4 000 ополчения.
В апреле 1918 года Закавказский сейм провозгласил Закавказскую Демократическую Федеративную Республику. Османская империя признала её и в мае заключила с ней перемирие. Армянский корпус вытянулся в одну линию вдоль новой армяно-турецкой границы. Однако 15 мая турецкие войска нарушили перемирие и начали наступление. В Каракилисском, Баш-Апаранском и Сардарапатском сражениях Армянский корпус нанёс ощутимый урон турецким войскам и остановил продвижение противника вглубь Восточной Армении.
После майских сражений, корпус состоял из 30 батальонов общей численностью не более 12 000 человек. В свою очередь, основные турецкие силы на фронте имели 50 батальонов и 35 000 человек. При этом, турки могли быть также усилены дополнительными частями второго эшелона, расположенными между Сарыкамышем и Александрополем.

## Галерея

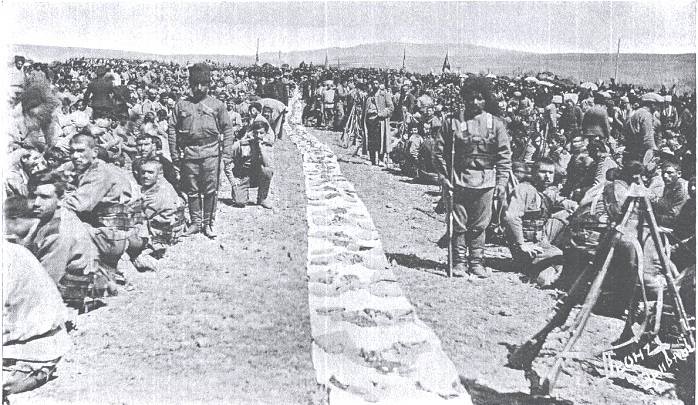
4-й батальон 1-й Армянской дружины, 1914
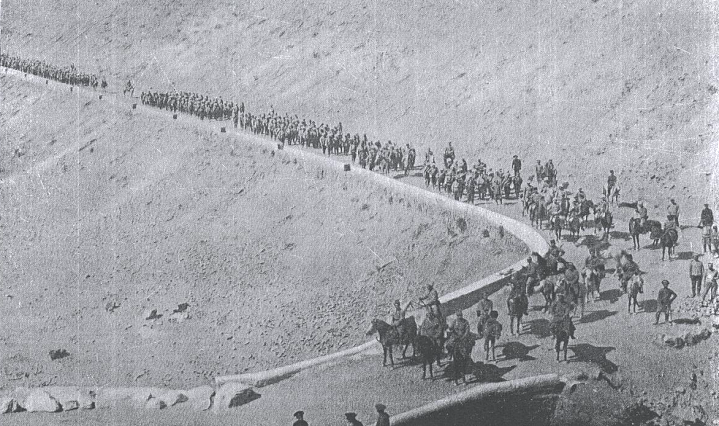
1-й батальон 1-й Армянской дружины, 1914
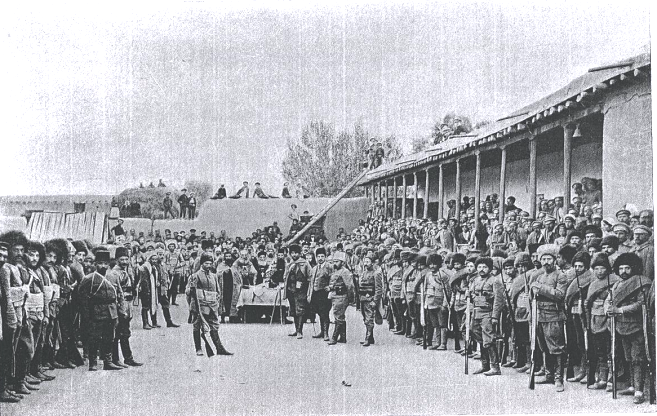
2-й батальон 1-й Армянской дружины, 1914
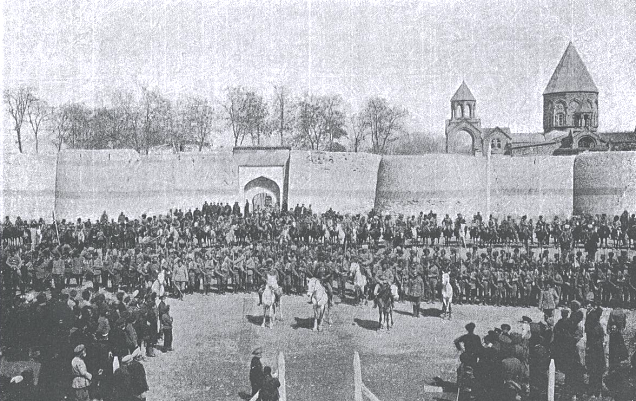
3-й батальон 1-й Армянской дружины, 1914
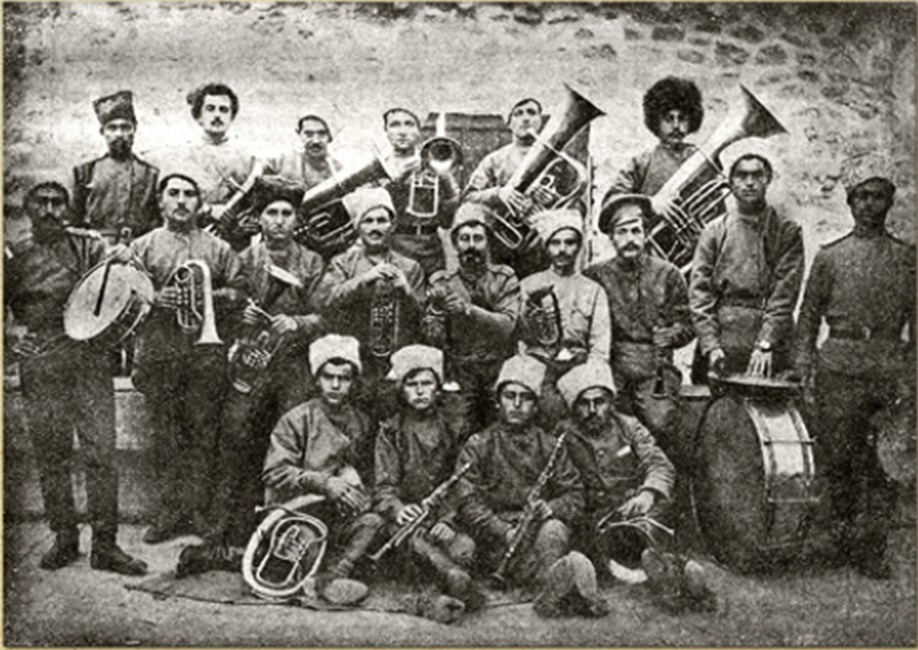
7-я Армянская дружина
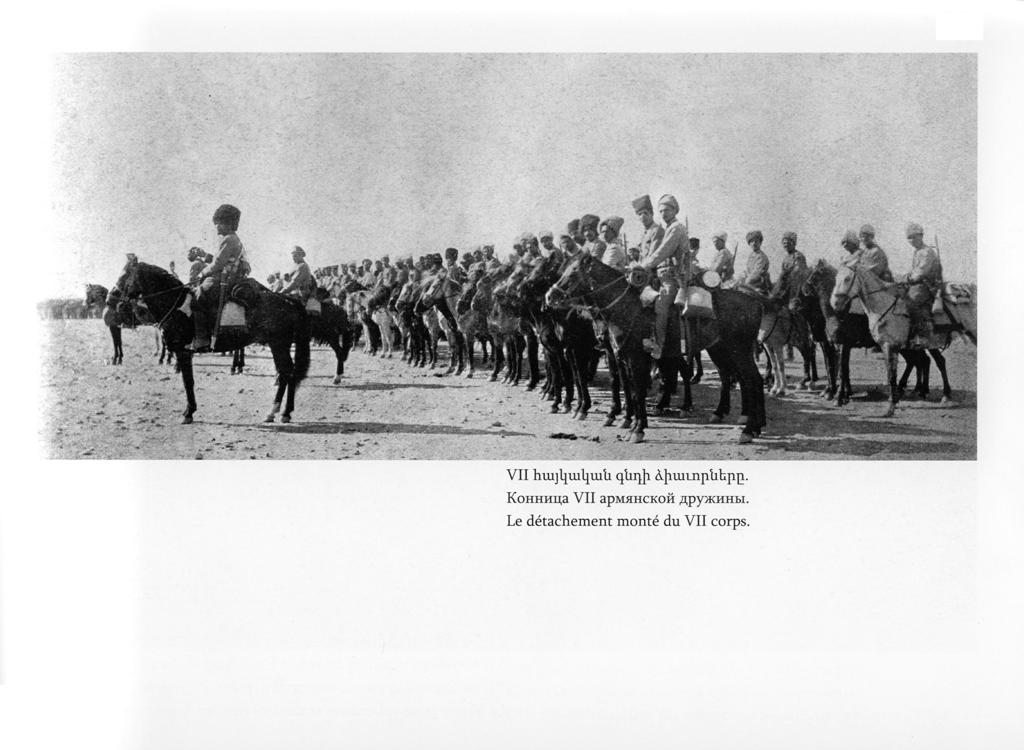
центр]]
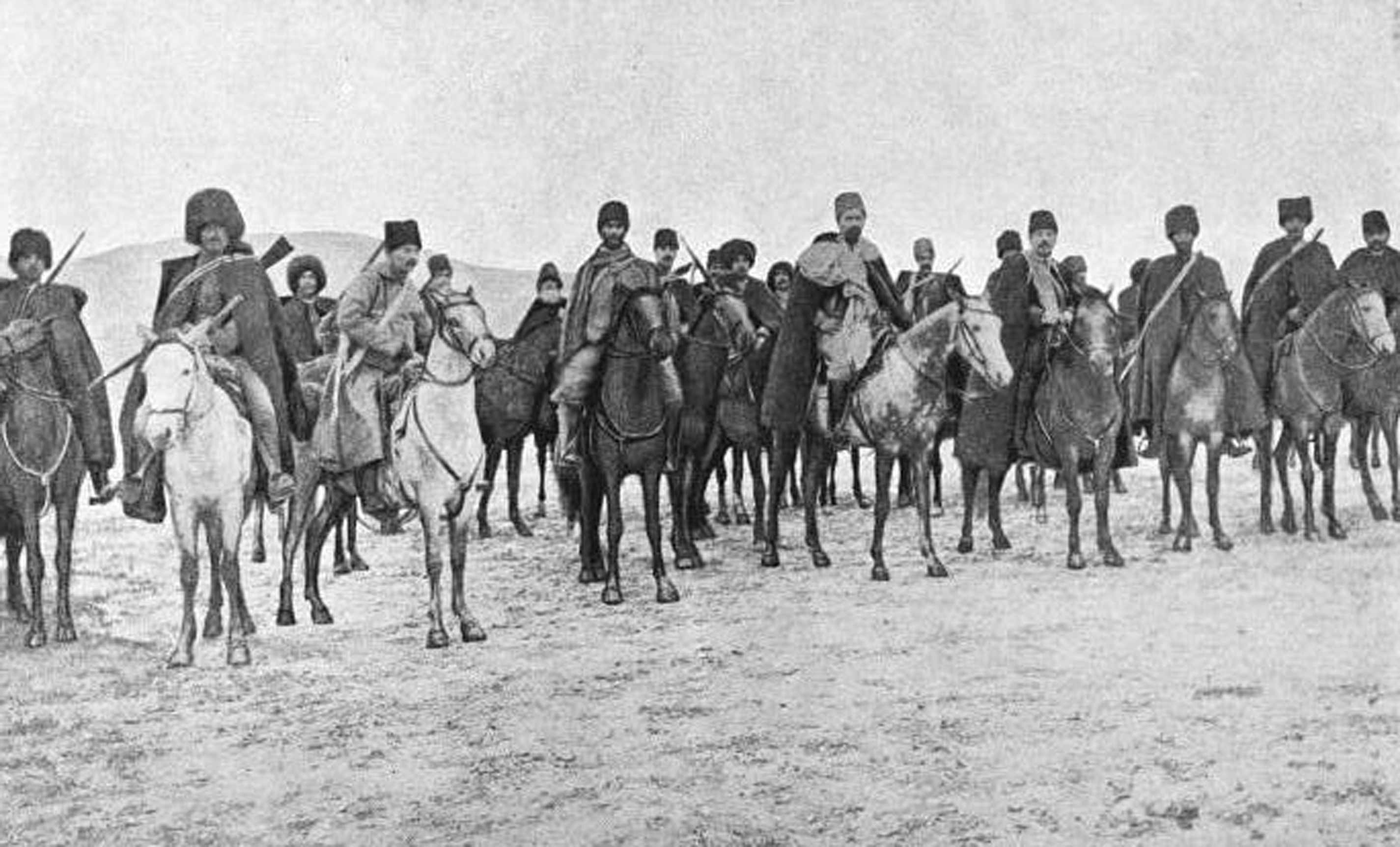
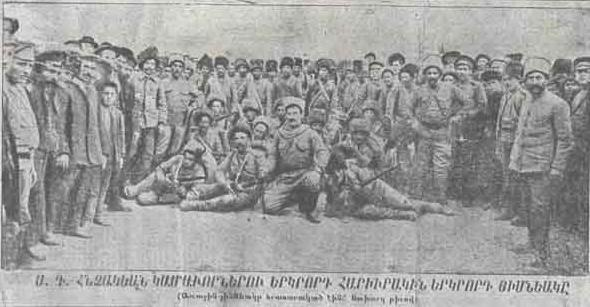
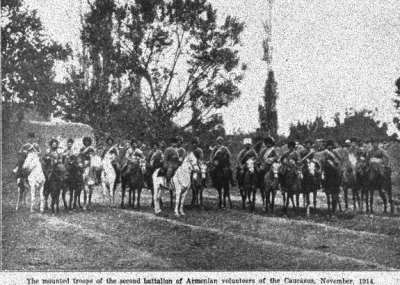
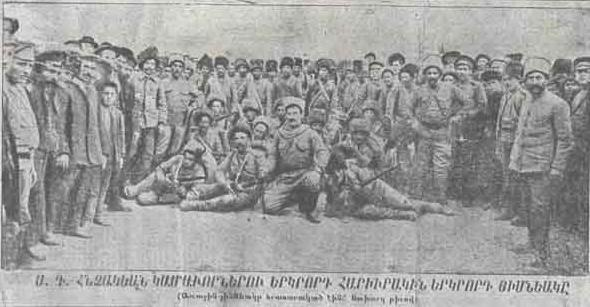
Армянские добровольцы, 1915 год